# Lévay Sándor
Lévay Sándor (Biste (Abaúj vármegye), 1808. augusztus 13. – Eger, 1873. november 9.) nagyprépost és segédpüspök.

## Életrajza
Református szülők gyermeke; Sátoraljaújhelyben végezte iskoláit és miután szülei beleegyeztek katolikus neveltetésébe, 1827-ben az egri papnövendékek sorába lépett. A bölcseleti tanfolyamot az egri líceumban, a teológiát pedig mint Pázmány-intézeti növendék a bécsi egyetemen végezte. 1833-ban miséspappá szentelték föl. 
Első állomása Kál volt, honnét egy év mulva Egerbe költözött, hogy finevelőintézeti aligazgati állását elfoglalja. 1835-ben érseki levéltárnok, majd titkár és 1841-ben irodaigazgató lett. Az egyik főkáptalan tagjai közé 1843-ban lépett mint oldalkanonok és Pyrker halála után káptalani helyettes gyanánt működött. A szabadságharc hajnalán az egri főkáptalan nagyprépostja lett s ezen állásában tanusított buzgó munkásságáért 1872-ben díszes pásztorbottal jutalmaztatott. 
A szabadságharc alatt mondott hazafias szónoklataiért halálra ítéltetett; de később kegyelmet nyert és 1850-ben az Újépületből kiszabadult. 1861-ben választott drivesti, később fölszentelt abderai püspöki címmel tüntette ki a király és egyszersmind a hétszemélyes tábla birájává nevezte ki. Érdemeinek jutalmául, melyeket egyházi s világi téren szerzett, 1869-ben a Lipót-rend középkeresztjét kapta. 1872-ben pedig az elaggott Bartakovics helyett segédpüspökké szenteltetett. A főrendiház tagja volt. Végrendeletileg 200 forintot hagyott a Magyar Tudományos Akadémiára.
Írása a Sokfélében: T. T. Professor Imre János Emléke. (1832. május 25. 57-58. old.)

## Munkái
- Üdvezlő Óda, melyet fels. urunknak Első Ferencznek austriai császárnak, Magyar-Cseh sat. országok királyának uralkodása 40. éve ünnepén éneklett. Bécs, 1832
- Imádság a hazáért. Eger, 1848 (Az egri egyházmegyei papságnak küldetett, hogy az a hivek közt szétosztassák. Közli aKossuth Hiradója 155. s.)
- Beszéd, melyet a pest-jászsági 50-ik honvédzászlóalj zászlajának felszentelése alkalmával mondott. Jászberény, 1871

Kiadta a Faigel Pál, Nepomuki Szent Jánosnak tisztelete az Isten dicsőségére, melyben több hasznos imádságok és énekek foglaltatnak. Eger, 1844. c. munkáját.